# Carnaval de Fortaleza
El Carnaval de Fortaleza es una celebración realizada en Fortaleza que forma parte de las festividades realizadas a lo largo del estado de Ceará. No corresponde a una celebración específica, sino a diversas actividades repartidas por la ciudad, las cuales comienzan a principios de febrero con pre-carnavales los fines de semana. El "calentamiento" se hace con carnavales callejeros, donde bandas y cuadras tocan en diferentes calles al son de varios ritmos regionales y samba.

## Fiestas
Las festividades se concentran en tres lugares específicos: la playa de Iracema, donde hay presentaciones de Maracatú; la Avenida Domingos Olímpio, donde se realiza un desfile oficial de los gremios carnavalezcos de la ciudad; y la Plaza de Ferreira, donde se realizan "pre-carnavales". En algunos barrios y plazas se realizan diversos espectáculos y carnavales callejeros con artistas locales.

#### Mela mela
Esta fiesta consiste en ensuciar a los demás con espumas, chicles, sprays, harina, huevos, entre otras cosas, mientras se baila a ritmo de axé, forró, samba y swingueira. En Caldas, Cariri se celebra anualmente el "Carnacaldas", que juntó a 20.000 participantes en el año 2008.

#### Jazz & Blues
El Festival de Jazz y Blues se realiza anualmente en las montañas de Guaramiranga. El evento se realiza en fechas oficiales y trae artistas de todo Brasil. El evento es caracterizado por ser una festividad más tranquila en comparación a otras celebraciones, más cercana a la naturaleza y con un clima más ameno.

## Bloques
Entre los bloques de Fortaleza se encuentra el Bloco Carnavalesco Bons Amigos. Creado en 2006 por iniciativa de los propietarios del Local, bar y restaurante Buoni Amicis, se estrenó en el pre-Carnaval de Fortaleza en 2007. Inicialmente llamado Bloco Carnavalesco Buoni Amicis, el bloque desfiló en el pre-Carnaval desde el año 2007 al 2009 con las orquestas de percusión de Unidos da Cachorra, y en 2010 con la batería Baqueta Clube de Ritmistas .
En 2010 montó su propia orquesta de percusión, llamada Surdo Bom, en honor a la batucada de la Estação Primeira de Mangueira, Surdo Um, que a partir de entonces pasó a ser socia del bloque. La sociedad con la Estação Primeira trajo talleres a Fortaleza con los maestros de la orquesta carioca, Marrom y Wesley. También se decidió que el nombre se escribiriá en portugués, pasando de Bloco do Amici's a  Bloco Carnavalesco Bons Amigos.